# 東李苑
東 李苑（あずま りおん、1996年〈平成8年〉11月13日 - ）は、日本のタレント・女優・元アイドルであり、女性アイドルグループ・SKE48の元メンバーである。北海道札幌市出身。ディープスキル所属。

## 略歴
2011年
- 8月、乃木坂46第1期生オーディションに応募するも不合格[2]。

2012年
- 4月、AKB48 14期生オーディションに応募するも不合格[3]。
- 6月、HKT48第2期生オーディションに応募するも不合格[3]。
- 10月1日、Teamくれれっ娘!の4期生オーディションに合格。
- 10月、SKE48第6期生オーディションに仮合格。
- 12月、Teamくれれっ娘!の活動を辞退することが発表される[4]。

2013年
- 1月1日、SKE48劇場で行われた元旦公演にて、第6期候補生として仮お披露目[5]。
- 2月28日、SKE48劇場にて、第6期生メンバーとして正式お披露目[6][7]。
- 4月13日、日本ガイシホールで開催された『SKE48春コン2013「変わらないこと。ずっと仲間なこと」』で「組閣」と称したチーム再編により、チームEへの昇格が発表された[8]。正式お披露目から44日、劇場デビューから18日での正規メンバー昇格発表は2016年2月現在、AKB48グループ最速である[9]。
- 7月24日、チームEとしての活動開始。
- 7月31日、札幌ドームで開催された「AKB48 真夏のドームツアー 〜まだまだ、やらなきゃいけないことがある。〜」にSKE48メンバーとして出演。島崎遥香、木﨑ゆりあと共に「黒い天使」を歌唱した[10]。
- 11月5日、北海道で展開している大型複合施設『コーチャンフォー』のCMに単独出演することが発表された[11]。

2014年
- 2月24日、Zepp DiverCityで開催された「AKB48グループ大組閣祭り」にて、チームSへの異動が発表された[12]。
- 4月25日、チームSとしての活動開始。
- 5月23日、コーチャンフォー「札幌ミュンヘン大橋店」にて1日店長を務めた[13]。

2015年
- 3月14日 - 15日、ミュージカル『AKB49〜恋愛禁止条例〜』に水野春子役で出演[14]。
- 5月から6月にかけて実施された『AKB48 41stシングル 選抜総選挙』では61位で、フューチャーガールズに選出された[15]。
- 10月5日、劇場デビュー7周年記念特別公演において、SKE48内のユニット「フルマリオン」のメンバー（古畑奈和とのデュオ）に選ばれる[16]。

2016年
- 3月16日、ミュージカル『AKB49〜恋愛禁止条例〜』SKE48単独公演の主演・浦川みのり/浦山実役に予定されていた柴田阿弥が学業優先のため出演を辞退し、代役として東が起用されることが発表された（須田亜香里とのダブルキャスト）[17]。

2017年
- 2月14日、SKE48劇場チームS公演にて、3月末に卒業することを発表[18]。
- 3月31日、SKE48としての活動を終了。「フルマリオン」も解散。以降活動拠点を、出身地の北海道に移す。

2018年
- 6月1日、CREATIVE OFFICE CUEに所属したことを発表[19][20]。

2022年
- 8月31日、所属するCREATIVE OFFICE CUEを、9月30日をもって退所することを発表[21]。

2023年
- 2月9日、株式会社ディープスキルとエージェント契約を締結したことを発表[22]。
- 8月9日、インフルエンサー・ひよとの結婚を発表した[23]。

## 人物
- 趣味は、ピアノを弾くこと、北海道の家に帰ること、歌うこと[24]。
- 特技は、ピアノ、絶対音感[24]。SKE48のコンサートでは実際にピアノ演奏を行ったことがある[25]他、2015年1月17日放送の『関ジャニの仕分け∞』（テレビ朝日）では、トルコ行進曲演奏で新垣隆と対決したが、ミスタッチで新垣が13回だったのに対し、東は20回と新垣に敗北する結果となった[26]。
- 将来の夢は、以前の所属事務所の先輩でもある大泉洋のような北海道を代表できるくらいのタレントになること[24][27]。
- 好きな色は、白・黒・ピンク・ベージュ[28]。
- 好きな食べ物は、ひき肉（ハンバーグ・餃子・そぼろ）、体にいいもの[24]。
- 嫌いな食べ物は、あさり[29]。
- 好きな言葉は、謙虚な心・感謝の気持ち、MVP[24]。
- 北海道日本ハムファイターズのファン、ファイターズで好きな選手は大谷翔平[30]。

### SKE48
- 愛称はアズマリオン[24]という、名前を一繋ぎの単語にしたもの。名付け親は松井玲奈[28][31]。
- キャッチフレーズは、「ニックネームは? アズマリオン、フルネームも? 東李苑、掌は薄いけど心は熱い、道産子パワーなまら全開!」[24]。
- SKE48初の北海道出身者[32]。
- SKE48加入時は、地方出身のメンバーが住む寮（通称：SKEハウス）で生活していたが、その後は名古屋に引っ越してきた両親と一緒に暮らしていた[33]。

## SKE48在籍時の参加楽曲

### シングル選抜楽曲
SKE48名義
- 「美しい稲妻」に収録
  - シャララなカレンダー - 「Team E」名義
- 「賛成カワイイ!」に収録
  - いつのまにか、弱い者いじめ - 「セレクション8」名義
- 未来とは?
  - 待ち合わせたい - 「Team E」名義
- 不器用太陽
  - 友達のままで - 「セレクション10」名義
  - 放課後レース - 「Team S」名義
- 12月のカンガルー
  - I love AICHI - 「愛知トヨタ選抜」名義
  - 消せない炎 - 「Team S」名義
- コケティッシュ渋滞中
  - DIRTY - 「Team S」名義
  - 夜の教科書 - 「セレクション17 “AKB49～恋愛禁止条例～”」名義
- 前のめり
  - 素敵な罪悪感 - 「Team S」名義
- チキンLINE
  - 彼女がいる - 「Team S」名義
- 金の愛、銀の愛

AKB48名義
- 「鈴懸の木の道で「君の微笑みを夢に見る」と言ってしまったら僕たちの関係はどう変わってしまうのか、僕なりに何日か考えた上でのやや気恥ずかしい結論のようなもの」に収録
  - Escape - 「SKE48」名義
- 「前しか向かねえ」に収録
  - 秘密のダイアリー - 「Baby Elephants」名義
- 「希望的リフレイン」に収録
  - Ambulance - 「ゆり組」名義
- 「Green Flash」に収録
  - 世界が泣いてるなら - 「SKE48」名義
- 「ハロウィン・ナイト」に収録
  - 君にウェディングドレスを… - 「フューチャーガールズ」名義
- 「君はメロディー」に収録
  - Gonna Jump - 「SKE48」名義
- 「ハイテンション」に収録
  - また あなたのことを考えてた - 「チームボーカル」名義

### アルバム選抜楽曲
SKE48名義
- 『革命の丘』に収録
  - ホライズン - 「愛知トヨタ選抜」名義

AKB48名義
- 『ここがロドスだ、ここで跳べ!』に収録
  - ここがロドスだ、ここで跳べ!

### その他の参加楽曲
- シングル「コップの中の木漏れ日」（「ラブ・クレッシェンド」名義）に収録
  - お楽しみは明日から - 「愛知トヨタ選抜」名義
  - 愛してるとか、愛してたとか - 「フルマリオン」名義

### 劇場公演ユニット曲
チームE 3rd Stage「僕の太陽」公演
- ヒグラシノコイ

チームS 5th Stage「制服の芽」公演
- 狼とプライド
- 枯葉のステーション

 チームS 6th Stage「重ねた足跡」公演
- 眼差しサヨナラ
- 赤いピンヒールとプロフェッサー

## 出演

### テレビドラマ
- ヤメゴク〜ヤクザやめて頂きます〜 第8話（2015年6月4日、TBS） - 畠山亜美 役[注 1]
- 私 結婚できないんじゃなくて、しないんです（2016年4月15日 - 6月17日、TBS） - 大曽根優里（高校時代） 役[34]
- チャンネルはそのまま!（2019年3月18日 - 22日、北海道テレビ放送） - 鳴沢真弓 役

### その他のテレビ番組
- 北海道マラソンのミカタ（2017年8月19日、北海道文化放送）- メインナビゲーター[35][36]
- キラキラ（2019年3月11日 - 14日、北海道テレビ放送）
- ブラキタ（2020年7月25日 - 2022年9月24日、北海道放送） - 毎月最終土曜日、MC
- いまなにしてる?（2019年7月4日 - 2022年9月30日、北海道放送） - MC
- 旅コミ北海道じゃらんdeGO!（2020年 - 不定期出演、テレビ北海道） - リポーター

### ラジオ番組
- ウイークエンドバラエティ 日高晤郎ショー（2017年9月30日・12月16日はゲスト出演、2018年2月10日はSTVホール公開放送特別アシスタント　STVラジオ）
- 東李苑のおしゃべりシフォンケーキ（2018年4月6日 -　、FM NORTH WAVE）[20]

### 舞台
- ミュージカル「AKB49〜恋愛禁止条例〜」 名古屋公演・SKE48単独舞台
  - 初演（2015年3月14日 - 15日、中日劇場） - 水野春子 役[14]
  - 再演（2016年4月21日 - 26日、中日劇場） - 主演・浦川みのり / 浦山実 役（須田亜香里とダブルキャスト）[17]
- Takayuki Suzui Project OOPARTS Vol.4「天国への階段」[20]（2017年7月19日 - 25日、サンシャイン劇場 / 8月4日 - 6日、梅田芸術劇場 シアタードラマシティ / 8月11日 - 13日、道新ホール / 8月16日、電力ホール / 8月19日・20日、まつもと市民芸術館）[37]
- ELEVEN NINES 2020新作本公演「名もなく貧しく美しくもなく」（プレビュー公演：2020年9月9日・本公演：9月10日 - 14日、北海道 生活支援型文化施設コンカリーニョ）[38]
- ジャパンライブエールプロジェクトin北海道 音楽劇「ピーターと狼」（2021年10月27日、特設ライブエールシアター）[39]

### CM
- コーチャンフォー（2013年12月 - 2017年7月・2018年8月 - 2022年11月、リラィアブル） - 初代・3代目イメージガール
- ほくせんローンアプリOUEN（2019年7月 - ） - オクラホマと共演 ※北海道限定